# لیندزی شا
 لیندزی شا (انگلیسی: Lindsey Shaw؛ زادهٔ ۱۰ مهٔ ۱۹۸۹) یک هنرپیشه اهل ایالات متحده آمریکا است. وی از سال ۲۰۰۴ میلادی تاکنون مشغول فعالیت بوده‌است.